# منصور دي بول
منصور دي بول (بالفرنسية: Vincent de Paul )‏ (و. 1581 – 1660 م) هو كاهن كاثوليكي، من فرنسا، توفي في باريس، عن عمر يناهز 79 عاماً.

## روابط خارجية
- فنسنت باول على موقع الموسوعة البريطانية (الإنجليزية)
- فنسنت باول على موقع إن إن دي بي (الإنجليزية)